# Musa Sarcheshmeh
Mūsa Sarcheshmeh (farsi مس سرچشمه) è una città dello shahrestān di Rafsanjan, circoscrizione Centrale, nella provincia di Kerman. Aveva, nel 2006, una popolazione di 8.451 abitanti.